# ГЕС Енцингербоден
ГЕС Енцингербоден (нім. Enzingerboden) — гідроелектростанція в Австрії, в федеральной землі Зальбург. Споруджена у складі гідровузла Штубахталь, який використовує ресурс центральної частини хребта Високий Тауерн.
Основні споруди гідровузла пов'язані з верхів'ями річки Штубах (права притока Зальцаху, яка дренує північний схил хребта). У південній частині сточища її правого витоку Шрабаху на двох струмках, що течуть у паралельних долинах, створено водосховища Тауернмоосзеє та Вайссзеє. Перше утримує гравітаційна гребля висотою 53 метри та довжиною 1100 метрів, друге — так само гравітаційна, проте значно менша гребля — 5 метрів висоти та 64 метри довжини.
До Вайссзеє через водозбірний тунель Норд довжиною 6 км подається ресурс із двох інших водосховищ на північному схилі Високого Тауерну:
- Зальцплаттензеє (нім. Salzplattensee), утвореного гравітаційною греблею висотою 17 метрів та довжиною 88 метрів[3] в долині струмка, що є притокою Йодбаху (лівий виток згаданого вище Шрабаху);

- Амерталь (нім. Amertal), яке утворилось на річці Амербах (притока Зальцаху, долина якої пролягає західніше басейну Штубаху) внаслідок будівництва гравітаційної греблі висотою 30 метрів та довжиною 162 метри.[4]

Із Вайссзеє накопичений ресурс подається тунелем до Тауернмоосзеє, при цьому перепад висот у 220 метрів не використовується для виробництва електроенергії. Враховуючи зростаючий попит на балансуючі потужності на тлі розвитку відновлюваної енергетики, у другій половині 2010-х років планують збудувати тут нову ГАЕС Тауернмоосзе потужністю 130 МВт.
Ще одним шляхом подачі ресурсу до Тауернмоосзе є дериваційна система Зюд, яку прокладено з протилежного, південного схилу хребта Високий Тауерн. Вона включає насосну станцію, що забезпечує підйом на 80 метрів, і тунель довжиною 8 км від сховища Баймзеє (нім. Beimsee) в басейні річки Ландеггбах (ліва притока Ізелю, який в свою чергу впадає у Драву). На своєму шляху тунель також приймає воду з притоки Ландеггбаху Зеєторльбаху (нім. Seetorlbach), самого Ландеггбаху (2 пункти забору) та Моосбаху.
Накопичена в Тауернмоосзеє вода подається до машинного залу станції Енцингербоден, розташованого біля злиття струмків, у верхів'ях яких знаходяться Вайссзеє та Тауернмоосзеє.
Будівництво ГЕС Енцингербоден розпочалось ще у 1921 році, а в 1929-му тут ввели в експлуатацію одну турбіну потужністю 20 МВт. Особливістю гідровузла була його належність до системи австрійських залізниць, для тягового складу яких він виробляє однофазний струм 16,7 Гц. Після Другої світової війни водозбір гідровузла суттєво розширили — саме тоді з'явились греблі Вайссзеє (1952), Зальцплаттензеє та Амерталь (1958). До 1973-го також наростили греблю Тауернмоосзеє, збільшивши об'єм зберігання з 21 до 55 млн м³ води. Тоді ж, на тлі зростаючого попиту на залізничні перевезення, провели роботи з суттєвої модернізації основного обладнання, збільшивши його кількість до чотирьох гідроагрегатів із турбінами типу Пелтон загальною потужністю 80 МВт.
Відпрацьована на станції Енцингербоден вода потрапляє до однойменного водосховища, звідки подається на ГЕС Шнайдерау (середній ступінь гідровузла), а з 1991 року також на нижній ступінь ГЕС Уттендорф.